# Seznam dílů seriálu Nebe s.r.o.
Toto je seznam dílů seriálu Nebe s.r.o.. Americký antologický komediální televizní seriál Nebe s.r.o. měl premiéru 12. února 2019 na stanici TBS.

## Přehled řad
| Řada | Díly | Premiéra v USA    | Premiéra v USA  | Premiéra v ČR     | Premiéra v ČR   |
| Řada | Díly | První díl         | Poslední díl    | První díl         | Poslední díl    |
| ---- | ---- | ----------------- | --------------- | ----------------- | --------------- |
| 1    | 7    | 12. února 2019    | 26. března 2019 | 26. dubna 2019    | 7. června 2019  |
| 2    | 10   | 28. ledna 2020    | 31. března 2020 | 13. března 2020   | 15. května 2020 |
| 3    | 10   | 13. července 2021 | 14. září 2021   | 12. září 2021     | 10. října 2021  |
| 4    | 10   | 10. července 2023 | 7. září 2021    | 25. července 2023 | 14. září 2023   |

## Seznam dílů

### První řada (2019)
| Č. v seriálu | Č. v řadě | Původní název | Český název | Režie           | Scénář                          | Premiéra v USA  | Premiéra v ČR   |
| ------------ | --------- | ------------- | ----------- | --------------- | ------------------------------- | --------------- | --------------- |
| 1            | 1         | 2 Weeks       | 2 týdny     | Jorma Taccone   | Simon Rich                      | 12. února 2019  | 26. dubna 2019  |
| 2            | 2         | 13 Days       | 13 dní      | Jorma Taccone   | Cirocco Dunlap                  | 19. února 2019  | 3. května 2019  |
| 3            | 3         | 12 Days       | 12 dní      | Ryan Case       | Jeff Loveness                   | 26. února 2019  | 10. května 2019 |
| 4            | 4         | 6 Days        | 6 dní       | Ryan Case       | Heather Anne Campbell           | 5. března 2019  | 17. května 2019 |
| 5            | 5         | 3 Days        | 3 dny       | Maurice Marable | Mitra Jouhari a Gary Richardson | 12. března 2019 | 24. května 2019 |
| 6            | 6         | 1 Day         | 1 den       | Dan Schimpf     | Lucas Gardner                   | 19. března 2019 | 31. května 2019 |
| 7            | 7         | 1 Hour        | 1 hodina    | Maurice Marable | Dan Mirk                        | 26. března 2019 | 7. června 2019  |

### Druhá řada:Doba temna(2020)
| Č. v seriálu | Č. v řadě | Původní název  | Český název      | Režie                      | Scénář         | Premiéra v USA                                           | Premiéra v ČR                                           |
| ------------ | --------- | -------------- | ---------------- | -------------------------- | -------------- | -------------------------------------------------------- | ------------------------------------------------------- |
| 8            | 1         | Graduation     | Škola života     | Jarrad Paul a Andrew Mogel | Simon Rich     | 28. ledna 2020                                           | 13. března 2020                                         |
| 9            | 2         | Help Wanted    | Výpomoc          | Jarrad Paul a Andrew Mogel | Lucas Gardner  | 4. února 2020                                            | 20. března 2020                                         |
| 10           | 3         | Road Trip      | Výjezd           | Daniel Gray Longino        | Anna Drezen    | 11. února 2020                                           | 27. března 2020                                         |
| 11           | 4         | Internship     | Stáž             | Daniel Gray Longino        | Georgie Aldaco | 18. února 2020                                           | 3. dubna 2020                                           |
| 12           | 5         | Holiday        | Svátek           | Dan Schimpf                | Lucas Gardner  | 25. února 2020                                           | 10. dubna 2020                                          |
| 13           | 6         | Music Festival | Hudební festival | Dan Schimpf                | Jen Jackson    | 3. března 2020                                           | 17. dubna 2020                                          |
| 14           | 7         | Day in Court   | Soud             | Dan Schimpf                | Zeke Nicholson | 10. března 2020                                          | 24. dubna 2020                                          |
| 15           | 8         | First Date     | Rande            | Steve Buscemi              | Jen Jackson    | 17. března 2020                                          | 1. května 2020                                          |
| 16-17        | 910       | Moving Out     | Stěhování        | Tamra Davis                | Dan Mirk       | 24. března 2020 (první část)31. března 2020 (druhá část) | 8. května 2020 (první část)15. května 2020 (druhá část) |

### Třetí řada:Divoký západ(2021)
| Č. v seriálu | Č. v řadě | Původní název               | Český název                   | Režie          | Scénář                           | Premiéra v USA    | Premiéra v ČR  |
| ------------ | --------- | --------------------------- | ----------------------------- | -------------- | -------------------------------- | ----------------- | -------------- |
| 18           | 1         | Hittin' the Trail           | Vzhůru na cestu               | Andrew DeYoung | Dan Mirk a Robert Padnick        | 13. července 2021 | 12. září 2021  |
| 19           | 2         | Fording the River           | Jak přebrodit řeku            | Steve Buscemi  | Jared Miller                     | 20. července 2021 | 12. září 2021  |
| 20           | 3         | Hunting Party               | Lovecká výprava               | Andrew DeYoung | Zeke Nicholson                   | 27. července 2021 | 19. září 2021  |
| 21           | 4         | What Happens in Branchwater | Co se stane v Branchwateru... | Andrew DeYoung | Taylor Cox                       | 3. srpna 2021     | 19. září 2021  |
| 22           | 5         | Meet the Noonans            | Setkání s Normony             | Dan Schimpf    | Andrew Farmer                    | 10. srpna 2021    | 26. září 2021  |
| 23           | 6         | Independence Rock           | Skála nezávislosti            | Dan Schimpf    | Carrie Kemper                    | 17. srpna 2021    | 26. září 2021  |
| 24           | 7         | White Savior                | Bílý spasitel                 | Blake McClure  | Kelly Lynne D'Angelo             | 24. srpna 2021    | 3. října 2021  |
| 25           | 8         | Over the Mountain           | Horolezci                     | Steve Buscemi  | Henry Michaels                   | 31. srpna 2021    | 3. října 2021  |
| 26           | 9         | Stranded                    | Bezbožná chamraď              | Claire Scanlon | Matthew Bass a Theodore Bressman | 7. září 2021      | 10. října 2021 |
| 27           | 10        | End of the Trail            | Konečná                       | Claire Scanlon | Dan Mirk a Robert Padnick        | 14. září 2021     | 10. října 2021 |

### Čtvrtá řada:Konec světa(2023)
| Č. v seriálu | Č. v řadě | Původní název          | Český název             | Režie          | Scénář                    | Premiéra v USA    | Premiéra v ČR     |
| ------------ | --------- | ---------------------- | ----------------------- | -------------- | ------------------------- | ----------------- | ----------------- |
| 28           | 1         | Welcome to Boomtown    | Vítejte v Bumíně        | David Wain     | Dan Mirk a Robert Padnick | 10. července 2023 | 25. července 2023 |
| 29           | 2         | H.O.A.                 | ASVLAD                  | David Wain     | Rob Klein                 | 10. července 2023 | 25. července 2023 |
| 30           | 3         | The MatriXXX           | MatriXXX                | Heather Jack   | Ashley Wigfield           | 17. července 2023 | 1. srpna 2023     |
| 31           | 4         | The Grouping Ceremony  | Rozřazování             | Bill Benz      | Dan Klein                 | 17. července 2023 | 1. srpna 2023     |
| 32           | 5         | Jim Carrey in the Park | Slavnosti Jima Carreyho | Bill Benz      | Nora Winslow              | 24. července 2023 | 8. srpna 2023     |
| 33           | 6         | Olympus                | Olymp                   | Heather Jack   | Henry Michaels            | 31. července 2023 | 15. srpna 2023    |
| 34           | 7         | Roland Proudheart      | Roland Udatný           | Steve Buscemi  | Tommy Do                  | 7. srpna 2023     | 21. srpna 2023    |
| 35           | 8         | Children of Woman      | Potomci žen             | Blake McClure  | Matt Walsh                | 14. srpna 2023    | 28. srpna 2023    |
| 36           | 9         | John Christ            | John Kristus            | Claire Scanlon | Dan Mirk                  | 21. srpna 2023    | 7. září 2023      |
| 37           | 10        | The End                | Konec                   | Claire Scanlon | Robert Padnick            | 28. srpna 2023    | 14. září 2023     |